# Terrifier 3
Terrifier 3 es una película de comedia de terror y slasher estadounidense de 2024, dirigida y escrita por Damien Leone. Está protagonizada por Lauren LaVera, Elliott Fullam, David Howard Thornton y Samantha Scaffidi, quienes repiten sus papeles de películas anteriores. La cinta es una secuela de Terrifier 2 (2022) y reintroduce a la superviviente poseída Victoria Heyes con un rol más destacado. Cinco años después de sobrevivir a la masacre de Halloween de Art the Clown, Sienna y su hermano luchan por reconstruir sus vidas destrozadas. A medida que se acerca la temporada navideña, intentan abrazar el espíritu navideño y dejar atrás los horrores del pasado. Pero justo cuando creen que están a salvo, Art the Clown regresa, decidido a convertir su alegría navideña en una nueva pesadilla.
El filme se estrenó el 11 de octubre de 2024 en Estados Unidos. Recibió críticas generalmente positivas recaudando más de 90,3 millones de dólares, convirtiéndose así en la entrega más exitosa de la franquicia y en la película sin clasificación más taquillera de todos los tiempos.

## Argumento
La película empieza con Art the Clown llevando un disfraz de Santa Claus y asesinando a una familia en Navidad. Después de ser decapitado por Sienna Shaw, el cuerpo sin cabeza de Art the Clown mata a un policía y se dirige al asilo donde la sobreviviente Victoria Heyes, ahora poseída por la Niña Pálida, acaba de dar a luz a su cabeza. Ambos matan a una enfermera y a un guardia antes de huir a una casa abandonada. Victoria se estrella la cara contra el espejo del baño y usa un trozo de vidrio roto para cortarse las muñecas, entrando en hibernación en una bañera, mientras Art se sienta en una mecedora en el ático; quedando los dos inactivos.
Cinco años después, Sienna sale de un centro de salud mental para quedarse con su tía Jess, que vive con su marido Greg y su hija Gabbie, que idolatra a Sienna pero no tiene conocimiento de los acontecimientos que sufrió. Sienna sufre de culpa del superviviente y con frecuencia tiene alucinaciones de su fallecida mejor amiga Brooke, de cuya muerte se siente responsable. Lucha por reconectarse con su hermano menor Jonathan, que ahora está en la universidad tratando de seguir adelante con su vida. Art y Victoria se despiertan de su letargo cuando dos trabajadores de demolición se topan con ellos en la casa. El dúo mata a los trabajadores, y Victoria comienza a trabajar en un disfraz, mientras Art se aventura en otra ola de asesinatos. Art se encuentra con un imitador de Santa Claus en un bar, le dispara al camarero y a otro cliente, se pone su disfraz de Papá Noel y lo asesina usando nitrógeno líquido y un martillo. Luego, Art se va a un centro comercial local y usa explosivos disfrazados de regalos para matar a varios compradores, incluidos niños. Sienna cree ver a Art en el centro comercial disfrazado antes de la explosión, pero no se lo dice a su familia porque piensa que no le creerían.
Sienna visita a Jonathan en su universidad, donde conoce al compañero de cuarto de Jonathan, Cole, y a su novia Mia, que presenta un podcast de crímenes reales. Mia presiona a Sienna y Jonathan para que participen en una entrevista sobre la Masacre del Condado de Miles, pero Sienna se niega decididamente. Sienna le confiesa a Jonathan que cree que Art todavía está vivo pero Jonathan se muestra incrédulo con esto, entonces Sienna le muestra a Jonathan las cartas que le escribió mientras estaba en el hospital psiquiátrico, que afirman que los demonios pueden renacer a través de un anfitrión, como Victoria. También le dice a Jonathan que planea regresar a la atracción embrujada Terrifier para recuperar la espada de su padre. Art llega a la universidad y mata a Mia y Cole con una motosierra mientras tienen sexo en las duchas. Sienna se entera de los asesinatos en el centro comercial en las noticias y entra en pánico. Greg se va a buscar a Jonathan mientras Sienna se duerme; sueña con su padre y unos ángeles que elaboran la armadura de su disfraz de guerrero que su padre dibujó para ella. Ella se despierta, baja las escaleras y se encuentra a Art y Victoria (ahora vestida con un disfraz de payaso), y Art la incapacita con un mazo.
Mientras Sienna recupera la conciencia, ve el cuerpo decapitado de Greg clavado en la pared, con sus tripas como decoración de su árbol de Navidad y su cabeza como la estrella de este, y a Jess atada frente a ella. Jessica les exige saber donde está su hija, entonces Victoria les muestra una cabeza sin piel que está siendo consumida por ratas, diciéndole que es la de Gabbie. Art mata a Jess martillando un tubo en su boca, tortura con ratas mete unas Ratas en el Tubo y con un soplete las obliga a entrar en la garganta de Jess, para seguido a esto cortarle la garganta. Art entra de repente con Gabbie como rehén, y Victoria le revela a Sienna que la cabeza es de Jonathan. Victoria coloca una corona de espinas en la cabeza de Sienna e intenta poseerla, pero ella se resiste, y logra abrir un "regalo de Navidad" que envolvió, apuñalando a Victoria con su contenido, la espada de su padre. Sienna decapita a Victoria, que se desintegra. Art ataca a Sienna con su motosierra, pero ella contraataca y vence a Art. La sangre de Victoria quema el suelo y crea un portal al Infierno. Gabbie cae y se agarra al borde. Sienna deja atrás a Art para salvarla, pero Gabbie cae al abismo con la espada. Art huye por una ventana y escapa en un autobús, mientras Sienna jura encontrar y rescatar a Gabbie a la vez que promete acabar con Art de una vez por todas.

## Reparto
- David Howard Thornton como Art the Clown
- Lauren LaVera como Sienna Shaw, la hermana mayor de Jonathan y la que decapitó a Art en la película anterior
- Elliot Fullam como Jonathan Shaw, el hermano menor de Sienna que ahora está en la universidad
- Samantha Scaffidi como Victoria «Vicky» Heyes, la hermana mayor de Tara Heyes y la única sobreviviente de los eventos de la primera película, que se vuelve malvada y actúa como la cómplice de Art
- Margaret Anne Florence como Jessica/Jess, la tía de Sienna y Jonathan que es la hermana mayor de su madre Barbara
- Bryce Johnson como Greg, el esposo de Jess y el padre de Gabbie
- Antonella Rose como Gabbie, la hija de Jess y Greg que idolatra a Sienna
- Chris Jericho como Burke, un asistente en el Hospital Psiquiátrico del Condado de Miles
- Daniel Roebuck como Charles Johnson/Santa Claus
- Tom Savini como un transeúnte
- Jason Patric como Michael Shaw, el padre fallecido de Sienna y Jonathan
- Krsy Fox como Jennifer Thomas
- Luciana VanDette como Juliet Thomas
- Alex Ross como Mark Thomas
- Kellen Raffaelo como Timmy Thomas
- Alexa Blair Robertson como Mia, la novia de Cole y una entusiasta de los crímenes reales obsesionada con el caso del Condado de Miles
- Mason Mecartea como Cole, el compañero de dormitorio de Jonathan
- Stephen Cofield Jr. como el oficial Evans
- Clint Howard como Smokey
- Annie Lederman como copresentadora de Graven Image
- Bradley Stryker como Eddie
- Jon Abrahams como Dennis
- Michael Genet como Maurice Jackson
- Phil Falcone como Tom el conductor del autobús

## Producción

### Reparto
La película cuenta con el personaje de Victoria Heyes, la heroína convertida en villana de Terrifier (2016), en un papel mucho más destacado en comparación con la película de 2016 y su secuela del año 2022, siendo el mayor arrepentimiento de Damien Leone con la primera película haberla dejado subdesarrollada. El final original de Terrifier 2 preparó la reaparición de Victoria al comienzo de esta película, pero Leone consideró que era demasiado similar al concepto Malignant (2021). Mientras conceptualizaba la escena del parto, decidió que quería mantener viva a Victoria y darle un desarrollo significativo de su personaje, ya que disfrutaba trabajar con Samantha Scaffidi.

### Rodaje
En mayo del año 2023, se anunció que se esperaba que Terrifier 3 comenzara a filmarse en noviembre o diciembre de 2023 para su estreno a finales de 2024. Leone anunció que la fotografía principal comenzó en julio de 2023.

## Estreno
En junio de 2023, Cineverse anunció la adquisición de los derechos de distribución de la película en América del Norte con un amplio estreno en cines en 2024, seguido de un debut exclusivo en transmisión en su servicio Screambox. El estreno de la película se realizó el 11 de octubre de 2024.
En México la película se estrenaría en Halloween el 31 de octubre del 2024, que en ese país recibe una calificación más alta como «D» (exclusivamente para adultos) que en vez de una calificación «C» (para mayores de 18 años en adelante), debido a las escenas extremas en la película, ya que en Reino Unido, hubo reportes de personas huyendo del cine, se desmayaron o vomitaron al ver las escenas extremas.

## Secuela
En 2023, tanto Leone como Thornton hablaron sobre los planes de acabar la saga con una cuarta o quinta entrega. En septiembre de 2024, Leone confirmó que Terrifier 4 está en desarrollo (se rumorea que se estrenaría en Halloween de 2026). El 29 de enero de 2025, Leone dijo que Terrifier 4 será la última de la franquicia y que en ella hablara del origen de Art en los primeros 15 minutos de la película.